# Borda de Queralt
La Borda de Queralt és una borda del terme municipal de Conca de Dalt, dins de l'antic terme d'Aramunt, pertanyent al poble d'Aramunt, al sud-oest del municipi.
Està situada a llevant d'Aramunt, a prop i al nord-oest del cementiri del poble, a la dreta del riu de Carreu i a l'esquerra del barranc dels Clops.